# Матюшенко, Михаил Петрович
Михаи́л Петро́вич Матюше́нко (23.12.1907 — после 1960-х) — участник Великой Отечественной войны, Герой Социалистического Труда, Звеньевой колхоза «Красная звезда» Кингисеппского района Ленинградской области .

## Биография
Родился 10 (23) декабря 1907 года в семье крестьянина в деревне Любань Рудобельской волости Бобруйского уезда Минской губернии.
Матюшенко начал трудовую деятельность, когда был ещё подростком.
В 1929 году Михаил Петрович был призван в Красную армию. После увольнения в 1931 году он приехал в деревню Малый Луцк Кингисеппского района Ленинградской области и стал бригадиром в колхозе «Красная звезда».
Михаил Петрович участвовал в Советско-финской войне. В 1940 году он вступил в ВКП(б)/КПСС.
Во время Великой Отечественной войны Матюшенко воевал на Ленинградском фронте. В 1943 году он был санитаром терапевтического полевого подвижного госпиталя № 2228 при санитарном отделе 42-й армии, младшим сержантом.
После войны он вернулся в колхоз и работал звеньевым полеводческого звена, принимая участие в восстановлении хозяйства. В 1947 году руководимое им звено получило урожай ржи 32,08 центнера с гектара. Уборка урожая проводилась вручную с использованием пароконной молотилки.
Указом Президиума Верховного Совета СССР от 30 марта 1948 года за получение высоких урожаев ржи при выполнении колхозом поставок и натуроплаты за работу МТС в 1947 году и обеспеченности семенами зерновых культур для сева 1948 года Михаилу Петровичу было присвоено звание Героя Социалистического Труда, а также вручены орден Ленина и золотая медаль «Серп и Молот».
М. П. Матюшенко избирался депутатом Большелуцкого сельсовета Кингисеппского района, проводил воспитательную работу с молодёжью. Позднее он работал пастухом-скотником совхоза «Кингисеппский» и во второй половине 1960-х годов вышел на пенсию. Участвовал в общественных делах совхоза, оказывал помощь рабочим.
Дата смерти Михаила Петровича не установлена.

## Награды
- Орден Ленина (30.03.1948)
- Орден Красной Звезды
- Орден Отечественной войны I степени (11.03.1985)[1]
- Медаль "За оборону Ленинграда"[2]
- Медаль «За отвагу»(20.05.1940)[3]